# Malurus amabilis
Malurus amabilis е вид птица от семейство Maluridae.

## Разпространение
Видът е разпространен в Австралия.